# Pseudomesochra aberrans
Pseudomesochra aberrans is een eenoogkreeftjessoort uit de familie van de Pseudotachidiidae. De wetenschappelijke naam van de soort is voor het eerst geldig gepubliceerd in 1969 door Bodin.